# Sokolovce
Sokolovce é um município da Eslováquia, situado no distrito de Piešťany, na região de Trnava. Tem 6,57 km² de área e sua população em 2018 foi estimada em 1.338 habitantes.

## Demografia
| Ano:        | 1994 | 2004   | 2014    | 2024   |
| ----------- | ---- | ------ | ------- | ------ |
| Broj ljudi: | 1124 | 1168   | 1292    | 1401   |
| Razlika:    |      | +3,91% | +10,61% | +8,43% |

| Ano:               | 2023 | 2024   |
| ------------------ | ---- | ------ |
| Número de pessoas: | 1402 | 1401   |
| Diferença:         |      | -0,07% |